# Децай
Деца́й (кит. упр. 叠彩, пиньинь Diécǎi) — район городского подчинения городского округа Гуйлинь Гуанси-Чжуанского автономного района (КНР).

## История
В XX веке урбанизированная часть уезда Гуйлинь была выделена в отдельный город Гуйлинь. В 1979 году в составе Гуйлиня был создан район Децай.

## Административное деление
Район делится на 2 уличных комитета и 1 волость.